# Aculifera
De Aculifera of stekelweekdieren is een clade (onderstam) van de Mollusca (weekdieren). Stekelweekdieren komen enkel in zee voor. Aculifera vormen een monofyletische groep, die ondersteund wordt door fossiele, anatomische en moleculaire gegevens. Het is een zustergroep van de Chonchifera.
Tot deze groep behoren enerzijds weekdieren die in zee op grotere diepten voorkomen en die daardoor weinig bekend zijn: de Caudofoveata (schildvoetigen) en de Solenogastres (wormmollusken). En anderzijds de Polyplacophora (keverslakken), die men kan aantreffen op stenen in de brandings- en spatzone.

## Kenmerken
Deze dieren zijn tweezijdig symmetrisch en hebben een aan de rug- en buikzijde (dorsoventraal) afgeplat, gedrongen tot wormvormig lichaam met in de lengterichting opzij een paar laterale en aan de voetzijde een paar pedale zenuwstrengen. Ogen, tentakels en evenwichtsorganen ontbreken. De epitheelcellen (buitenste cellaag) van de mantel vormen een beschermende opperhuid (cuticula) waarin kleine spitse kalkstekeltjes (spiculi) gelegen zijn. Keverslakken bezitten dorsaal een pantservormige rij van kalkplaatjes.

## Taxonomie
- Clade Aculifera[2]
  - Klasse Caudofoveata (schildvoetigen)
  - Klasse Solenogastres (wormmollusken)
  - Klasse Polyplacophora (keverslakken)
    - Onderklasse Neoloricata
    - Onderklasse Paleoloricata (†)